# Erzählungen und Texte um Nichts
Erzählungen und Texte um Nichts (frz. Nouvelles et Textes pour rien) ist ein Sammelband mit Kurzgeschichten Samuel Becketts. Dieser umfasst 13 Kurzgeschichten, die meist nur in Fragmenten vorhanden sind und meist eine Länge von nur drei oder vier Seiten haben. Sie entstammen den Jahren 1947 bis 1952, einer der produktivsten Phasen Becketts, in der dieser Warten auf Godot, Molloy, Malone stirbt und Der Namenlose veröffentlichte.
Die von Beckett selbst ungeliebte Sammlung wurde vor allem deshalb veröffentlicht, um die Wartezeit nach dem Namenlosen zu überbrücken, nach Angaben des Beckett-Forschers Paul Sheehan handelt es sich dabei um die am meisten übersehene Arbeit Becketts. Eine breite Rezeption erfuhr das Werk allerdings durch ein Zitat, das am Anfang des Dritten Textes vorkommt: Was liegt daran wer spricht, jemand hat gesagt, was liegt daran wer spricht., das von Michel Foucault an zentraler Stelle in seinem kanonischen Text Was ist ein Autor? aufgegriffen wurde. Das Zitat selber diente in der weiteren Rezeptionsgeschichte als Slogan in oder gar Titelfragment für zahlreiche Aufsätze, die sich mit der Rolle des Autors beschäftigten.